# Psamathia laticaudata
Psamathia laticaudata är en fjärilsart som beskrevs av Walker 1861. Psamathia laticaudata ingår i släktet Psamathia och familjen Uraniidae. Inga underarter finns listade i Catalogue of Life.